# وفاء قسطنطين
وفاء قسطنطين (1956 -)، مهندسة زراعية مصرية، اشتهرت بعد تحولها من المسيحية إلى الإسلام، فجرت قضيتها أزمة في مصر وأثارت الرأي العام المصري كونها زوجة لكاهن وراعي كنيسة، مما دفع بالرئيس المصري الراحل حسني مبارك بالتدخل شخصيًا في قضيتها حيث أمر بتسليمها للكنيسة، ومنذ ذلك اليوم اختفت كليا عن الأنظار ولا يعرف مصيرها.

## حياتها
كانت وفاء زوجة (لمجدي يوسف عوض) وهو كاهن مسيحي مصري وراعي كنيسة أبو المطامير في محافظة البحيرة أنجبت منه ولدًا وبنتًا. في عام 2004 قيل أنها أعلنت إسلامها بعد سماعها حلقات للإعجاز العلمي للقرآن للدكتور زغلول النجار، وعلى إثر هذه الاقاويل حول إعلانها الدخول في الإسلام ثارت الكنيسة المصرية والمسيحيون المصريون وقاموا بتظاهرات حاشدة في الكنيسة ادعوا فيها أنها أجبرت على الدخول في الدين الإسلامي وبوجود موجة أسلمة تطال المسيحيات من النساء والقاصرات في قرى الدلتا المصرية. كما اتهم أحد القساوسة زميلها في العمل باختطافها وإرغامها على إشهار إسلامها.
في حين ذكرت مصادر أخرى أنها دخلت في الإسلام بمحض إرادتها وكثيراً ما كانت تتحاور مع زملائها في العمل عن الإسلام، كما أخبرت زملائها في العمل بأنها استمعت لزغلول النجار في التلفزيون وهو يتحدث عن الإعجاز العلمي في القرآن، ونتيجة لذلك أحضر لها أحد زملائها في العمل بعض الكتب عن الإسلام وكنت تقرأ القرآن وتحب قراءة سورة الكهف وحفظت 17 جزء من القرآن واعتنقت الإسلام سراً لمدة عامين.

## تفجر الأزمة
اتهم الأقباط الشرطة المصرية بالتواطؤ ضدهم، وبأن الضباط في مركز شرطة أبو المطامير يدعون أن المسيحيات يشهرن إسلامهن بمحض إرادتهن، وفي وقت لاحق هاجم متظاهرون أقباط كانوا يعتصمون داخل مبنى الكاتدرائية المرقسية بالعباسية رجال الأمن المكلفين بحراسة الكاتدرائية فجرحوا العشرات، وردت الشرطة المصرية باعتقال أكثر من 35 شخصًا من المتسببين في الحادث.
ومع احتدام قضيتها أمر الرئيس الأسبق حسني مبارك بتسليم وفاء للكنيسة، والتي أودعتها بيتا للراهبات بمنطقة النعام شرقي القاهرة لبضعة أيام قبل أن تنقلها إلى دير الأنبا بيشوي، حيث التقاها البابا شنودة وعادت إلى المسيحية وأمر بتعيينها في الكاتدرائية، وعدم عودتها إلى بلدتها مرة أخرى، ومنذ ذلك الحين توارت وفاء عن الأنظار تماما ولم يظهر لها بعد ذلك أي أثر وسط إدعاءات بقتلها من قبل الكنيسة عقابا لها، إلا أن شقيقها أدلى بتصريحات صحافية مقتضبة في 2008، أكد فيها أنها تعيش مع أسرتها بسلام. وقيل أيضا أن البابا شنودة رفض بشكل نهائي ظهور وفاء قسطنطين، لأن هذا سيسبب الكثير من المشاكل للكنيسة على حد قوله.
في حين طالب العشرات من المحامين المصرين النائب العام بالتحقيق في واقعة إختفاء وفاء قسطنطين وحجبها عن زوجها وأسرتها، كما طالبوا بتفتيش وادي النطرون لمعرفة مصير المحتجزين فيه (والذين من ضمنهم ماري عبد الله زكي زوجة القس لويس نصر عزيز كاهن الزاوية الحمراء التي أعلنت إسلامها أمام شيخ الأزهر) وهل هم موجودون هناك بإرادتهم أم تحت ضغط وطمأنة الرأي العام على حقوقهم كافة، رافضين أن تتحول دور العبادة والكنائس إلى دولة داخل الدولة، ومؤكدين في الوقت نفسه على حرمتها وصيانتها. كما طالب المحامون بمنح الصحافة المصرية والإعلام الحق في معرفة حقيقة ما جرى واطلاع الرأي العام عليه، وبالتحقيق مع قيادات في الأزهر بتهمة التواطئ وبسبب ما اعتبروه مخالفة لما قرره الدستور من حرية العقيدة.

## شهيدة العصر
في سبتمبر 2008 فجر الدكتور زغلول النجار مفاجئة حين أكد أن وفاء قد قتلت في وادي النطرون لأنها رفضت الارتداد عن الإسلام وأنه علم بطريقة غير مباشرة بمقتلها، واصفا أياها (بشهيدة العصر). وذكر زغلول النجار في تصريحات لصحيفة "الخميس" المصرية: «أنا قمت بإهداء أخر كتاب لي إليها وسميتها شهيدة العصر لأنها أثبتت بإعتزازها بتوحيد الله سبحانه وتعالى أن الإيمان بالله الواحد الاحد هو أفضل ما في الوجود وهي قالت في أخر مؤتمر صحفي "أنا أسلمت بسبب مقال د. زغلول النجار وهذا يكفيني شرفا»

## ردود الفعل
كانت هذه الحادثة سببًا في قيام جماعة تابعة لتنظيم القاعدة في بلاد الرافدين باقتحام إحدى كنائس بغداد وقتل أكثر من 50 مصلي، كما توعد التنظيم بهجمات أخرى ما لم يتم إطلاق سراحها. في حين رد تنظيم الدولة الاسلامية داعش في ليبيا بقتل 21 مسيحيًا مصريًا انتقامًا لما وصفوه (بتعرض المسلمات للاضطهاد من قبل الأقباط في مصر)، وأن هذه العملية هي انتقام لكاميليا شحاتة ووفاء قسطنطين، ولأخوات أخريات تم تعذيبهن وقتلهن على يد الكنيسة القبطية في مصر.

## وصلات خارجية
- قصة وفاء قسطنطين مع الإسلام، موقع صيد الفوائد
- بيان لجبهة علماء الأزهر بخصوص وفاء قسطنطين: الكنيسة بعد الكنيست تحكم مصر، جبهة علماء الأزهر، 8 سبتمبر 2008م
- الكنيسة القبطية تنفي ظهور وفاء قسطنطين على التليفزيون وتؤكد أنها على قيد الحياة، مصراوي، 17 سبتمبر 2008م
- على خلفية إسلام امرأة مسيحية، إصابة العشرات في مظاهرة للأقباط بالقاهرة، الجزيرة نت، 13 ديسمبر 2004م
- زغلول النجار يؤكد مقتل وفاء قسطنطين في دير وادي النطرون، محيط، 24 ديسمبر 2008م